# Polyosma nhatrangensis
Polyosma nhatrangensis är en tvåhjärtbladig växtart som beskrevs av François Gagnepain. Polyosma nhatrangensis ingår i släktet Polyosma och familjen Escalloniaceae. Inga underarter finns listade i Catalogue of Life.